# YaCy
YaCy (تلفظ «یا سی» می‌باشد) یک موتور جستجو توزیع شده رایگان می‌باشد که از شبکه peer-to-peer (P2P).استفاده می‌کند هستهٔ اصلی توسط زبان برنامه‌نویسی جاوا نوشته شده است که یک برنامه کامپیوتری در چند صد کامپیوتر توزیع شده است.
‍‍‍‍‍ تا تاریخ سپتامبر ۲۰۰۶به اصطلاح YaCy-peers نامیده شد، هر YaCy به طور مستقل در اینترنت می‌خزد، و صفحات وب را جستجو، تجزیه و تحلیل می‌کند نتایج جستجو در یک پایگاه داده مشترک (به اصطلاح index) ذخیره می‌شود؛ که این صفحات با سایر YaCy-peers با استفاده از اصول شبکه‌های P2P در اشتراک قرار می‌گیرند. این یک موتور جستجورایگان است که هر کس می‌تواند از آن برای ساخت یک پورتال جستجو استفاده کند؛ و کمک کند تا جستجو در اینترنت به صورت واضح صورت گیرد.